# Jurij Jakovlevics Arbacsakov
Jurij Jakovlevics Arbacsakov (oroszul: Юрий Яковлевич Арбачаков) (Kemerovói terület, Nyugat-Szibéria, 1966. október 22. –) orosz ökölvívó.

## Amatőr eredményei
- 1989-ben Európa-bajnok légsúlyban.
- 1989-ben világbajnok légsúlyban.

## Profi karrierje
A Szovjetunió széthullása után a kirgiz Orzubek Nazarovval és több szovjet válogatott ökölvívóval Japánba emigrált. Első profi mérkőzését 1990 februárjában vívta és a következő év júliusában már meg is szerezte a japán légsúlyú címet. 1992. június 23-án a thaiföldi Muangchai Kittikasem legyőzésével lett a WBC légsúlyú világbajnoka. A címét még 9 alkalommal védte meg és csak 1997-ben az általa már egyszer legyőzött thaiföldi Chatchai Sasakullal szemben vesztette el.
Ő volt az első orosz aki profi világbajnoki címet szerzett.
- 1992–1997 : WBC légsúlyú világbajnoka